# Meister der Oertel-Madonna

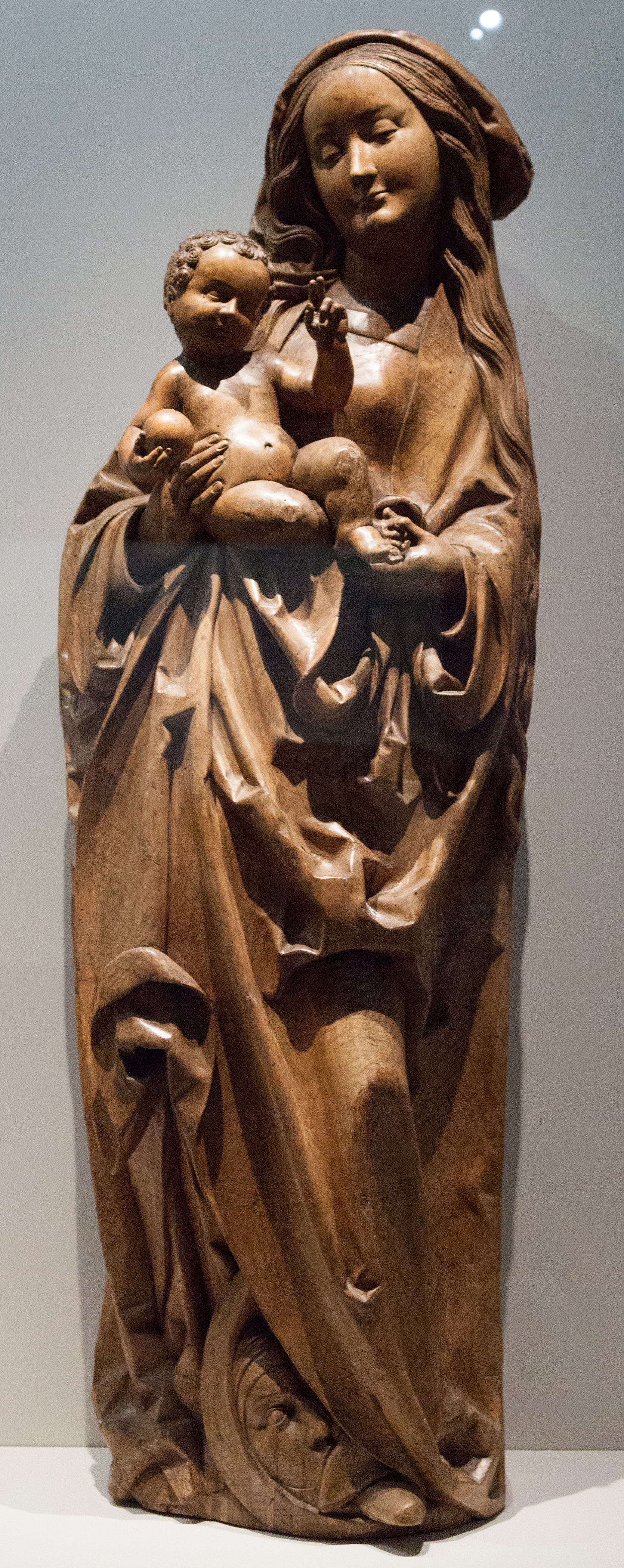
Die Oertel-Madonna im Museum Kunstpalast

Der Notname Meister der Oertel-Madonna ist in der älteren Literatur vereinzelt benutzt worden, weil diese süddeutsche Marienfigur, die aus der Sammlung von Richard Oertel aus München ins museum kunst palast nach Düsseldorf gelangte, als anonymes Werk galt. Inzwischen schreibt die jüngere Forschung durchweg das Bildwerk dem in Ulm nachweisbaren Daniel Mauch zu.